# Коажа (Хунедоара)
Коажа (рум. Coaja) насеље је у Румунији у округу Хунедоара у општини Ворца. Oпштина се налази на надморској висини од 407 m.

## Становништво
Према подацима из 2002. године у насељу је живело 123 становника, од којих су сви румунске националности.